# 입사각
입사각은 입사 경계면의 수직 법선에서 측정한 각이며 굴절각도 같은 기준 축에서 측정한 것이다.
기하 광학에서 입사각은 표면에 입사하는 광선과 법선이라고 하는 입사 지점에서 표면에 수직(90도 각도)인 선 사이의 각도이다. 광선은 광학, 음향, 극초단파, X선과 같은 모든 파동에 의해 형성될 수 있다. 아래 그림에서 광선을 나타내는 선은 법선(점선)과 각도 θ를 이룬다. 빛이 처음으로 내부 전반사되는 입사각을 임계각이라고 한다. 반사각과 굴절각은 빔과 관련된 다른 각도이다.
컴퓨터 그래픽 및 지리학에서 입사각은 지구 표면 및 태양과 같이 광원이 있는 표면의 조명 각도이다. 이것은 또한 표면의 접평면과 광선에 직각인 다른 평면 사이의 각도로 동등하게 설명될 수 있다. 이것은 태양이 정확히 머리 위에 있는 경우 지구 표면의 특정 지점의 조명 각도가 0°이고 일몰 또는 일출 시 조명 각도가 90°임을 의미한다.
평면 표면에 대한 반사 각도를 결정하는 것은 간단하지만 거의 모든 다른 표면에 대한 계산은 훨씬 더 어렵다.

두 매질 간의 접점의 빛 입사각.

## 같이 보기
- 반사
- 굴절
- 전반사